# Elecciones municipales de 2023 en Vitoria
Las elecciones municipales de 2023 se celebraron en Vitoria el domingo 28 de mayo, de acuerdo con el Real Decreto de convocatoria de elecciones locales en España dispuesto el 3 de abril de 2023 y publicado en el Boletín Oficial del Estado el 4 de abril. 
Se eligieron los 27 concejales del pleno del Ayuntamiento de Vitoria, a través de un sistema proporcional (método d'Hondt), con listas cerradas y un umbral electoral del 5 %.

## Candidaturas
| Candidatura | Candidatura | Candidatura      | Integrantes                                                                                            | Candidato/a | Candidato/a         | Resultado previo | Resultado previo |
| Candidatura | Candidatura | Candidatura      | Integrantes                                                                                            | Candidato/a | Candidato/a         | Votos (%)        | Escaños          |
| ----------- | ----------- | ---------------- | --- | ----------- | ------------------- | ---------------- | ---------------- |
|             |             | EAJ-PNV          | ListaPartido Nacionalista Vasco (EAJ-PNV)                                                              |             | Beatriz Artolazabal | 23,65%           | 7                |
|             |             | PSE-EE           | ListaPartido Socialista de Euskadi-Euskadiko Ezkerra (PSE-EE)                                          |             | Maider Etxebarria   | 21,37%           | 6                |
|             |             | EH Bildu         | ListaEuskal Herria Bildu (EH Bildu)                                                                    |             | Rocío Vitero        | 20,54%           | 6                |
|             |             | PP               | ListaPartido Popular (PP)                                                                              |             | Ainhoa Domaica      | 18,50%           | 5                |
|             |             | Podemos– IU–Equo | ListaPodemos (partido político) (Podemos) Ezker Anitza (EzAn-IU) Verdes Equo (Equo) Alianza Verde (AV) |             | Garbiñe Ruiz        | 9.86%            | 3                |

## Resultados
Los resultados completos correspondientes al escrutinio definitivo se detallan a continuación:
|  | 22,79 % |

|  | 21,93 % |

|  | 20,05 % |

|  | 19,68 % |

|  | 07,10 % |

|  | 03,84 % |

|  | 01,48 % |

|  | 00,87 % |

|  | 00,43 % |

|  | 00,23 % |

|  | 00,22 % |

|  | 01,31 % |

|  | 98,51 % |

|  | 01,48 % |

|  | 58,11 % |